# Chùa Bồ Đề (Vĩnh Long)
'Chùa Bồ Đề nằm tại ấp Mỹ Hưng, xã Mỹ Hoà, huyện Bình Minh, Vĩnh Long cách thị xã Vĩnh Long chừng 30 km về phía Tây, cách thành phố Cần Thơ 2 km về phía Đông Nam. Chùa Bồ Đề được xây dựng từ giữa thế kỷ 19. Nơi đây là điểm tu hành của nhiều tín đồ sùng đạo, nhiều vị cao tăng đạo cao, đức trọng.